# پیتر گروتیه
پیتر گروتیه (انگلیسی: Peter Grotier؛ زادهٔ ۱۸ اکتبر ۱۹۵۰) بازیکن فوتبال اهل بریتانیا است.
از باشگاه‌هایی که در آن بازی کرده‌است می‌توان به باشگاه فوتبال وستهام یونایتد، باشگاه فوتبال لینکولن سیتی، باشگاه فوتبال گریمزبی تاون، و باشگاه فوتبال کاردیف سیتی اشاره کرد.